# Ikaria wariootia
Ikaria wariootia (лат.) — вымерший вид ранних двусторонне-симметричных организмов, единственный в роде Ikaria. Больше 100 окаменелых образцов этого животного найдены в докембрийских отложениях Южной Австралии.

## Открытие и название
Окаменелые образцы Ikaria были найдены в эдиакарских отложениях Южной Австралии, в стратиграфическом горизонте, возраст которого оценивают в 555 миллионов лет — примерно на 14 миллионов лет раньше кембрийского периода, когда произошёл кембрийский взрыв и двустронне-симметричные широко распространились. Более 100 образцов Ikaria обнаружены в мелкозернистых песчаниках, в двух фациях, представляющих осаждение в относительно мелкой морской среде. В 2020 году группа палеонтологов под руководством Скотта Эванса назвала и описала новый вид — Ikaria wariootia. Родовое название взято из адняматана — языка аборигенов Австралии, оно означает «место встречи» и является самоназванием горного амфитеатра Уилпена-Паунд. Такое название было выбрано в честь коренных жителей, которые изначально обитали в этих местах. Видовое название относится к Вариута-Крик (Warioota Creek) — месту нахождения типового образца.

## Описание
Авторы работы описали Ikaria как маленький, простой организм с передне-задней дифференцировкой. Они нашли, что размер и морфология животного соответствуют описанию организма, оставившего цепочки следов Helminthoidichnites, что свидетельствует о подвижности и смещении отложений, поскольку этот ихнотаксон находят стратиграфически ниже классических эдиакарских организмов. Ikaria вдвое меньше рисового зерна, с отчётливыми передней и задней частями, и показывает наличие кишки с отверстиями на каждом конце.
Животное перемещалось в тонких слоях насыщенного кислородом песка на дне океана, разыскивая пищу и оставляя отчётливые следы. Считается, что оно двигалось за счёт сокращения мышц, подобно червю. Также, животное могло поворачивать в разные стороны.

## Значение
Открытие Ikaria примечательно тем, что, хотя давно предполагалось, что двусторонне-симметричные эволюционировали в эдиакаре, до кембрия (например, Temnoxa и Kimberella), поскольку в ту эпоху они уже были довольно разнообразны, тем не менее, подавляющее большинство эдиакарской биоты сильно отличается от животных, которые стали доминировать на Земле в кембрии и до наших дней. Ikaria же, наоборот, очень легко распознаётся и диагностируется, в первую очередь, благодаря своей очень простой морфологии.
Помимо этого, авторы описания назвали Ikaria потенциально самым древним определимым двусторонне-симметричным, по крайней мере, в ископаемой летописи Австралии.